# Берлёв, Антон Владиславович
Антон Владиславович Берлёв (род. 23 ноября 1993, Санкт-Петербург) — российский хоккеист, нападающий.

## Биография
Воспитанник школы «СКА-Петергоф». Играл в Чехии в молодёжных командах «Кобра» Прага (2010—2011), «Летци Летняны» (2011—2012), «Славия» Прага (2012). Выступал в МХЛ за команды «Патриот» Будапешт (Венгрия, 2012/13) и «Олимпия» Кирово-Чепецк (2013/14). Играл в команде чешского второго дивизиона «Кадань» (2014/15), в румынской «Чиксереде» (2015/16).
В ВХЛ выступал за «Динамо» СПб (2016/17 — 2017/18) и «Югру» Ханты-Мансийск (2018/19 — 2020/21). Сезон 2021/22 провёл в команде чемпионата Германии «Крефельд Пингвин». 8 мая 2022 года заключил контракт с клубом КХЛ «Адмирал» Владивосток. 2 мая 2024 года перешёл в нижегородское «Торпедо», в сентябре был направлен в фарм-клуб из ВХЛ «Торпедо-Горький». 19 ноября 2024 года подписал контракт с «Сибирью» до конца сезона. 11 апреля 2025 «Сибирь» сообщила о досрочном расторжении контракта с Берлёвым.